# Gina Labriola
Gina Labriola (Chiaromonte, 1931 – Aubagne, 2 aprile 2011) è stata una scrittrice e pittrice italiana.

## Biografia
Laureata in lettere classiche a Bari, risiedeva stabilmente a Parigi, da cui spesso si allontanava per tornare nel suo studio di Chiaromonte e per raggiungere i figli che risiedono in diverse città europee. Ha vissuto undici anni in Iran, lavorando presso l'Istituto Italiano di Cultura di Teheran, collaboratrice dell'IsMEO (Istituto italiano per il Medio ed Estremo Oriente), corrispondente dell'ANSA e lettrice presso l'Università di Teheran. Si è poi spostata in Spagna, a Barcellona. Ha insegnato Lingua e Letteratura italiana presso l'Università di Rennes, in Bretagna.
Ha lasciato numerose pubblicazioni, dalla narrativa, alla saggistica, alla poesia. Si è dedicata anche alla pittura, trascrivendo e illustrando su seta alcuni suoi testi poetici: queste tele sono state esposte in vari Paesi d'Europa.
A Chiaromonte, in un antichissimo catoio di proprietà della sua famiglia, ha realizzato un grande atelier di pittura su seta, dove ha raccolto le testimonianze di tutti i suoi viaggi e delle sue patrie, oggi un vero e proprio museo della sua lunga attività poetica e pittorica.
Le sue opere sono state tradotte in persiano, francese, inglese e spagnolo. Ha ricevuto numerosi e prestigiosi premi. Numerose le tesi di laurea che le sono state dedicate in diverse università italiane.
Alla notizia della morte improvvisa di Gina Labriola nella notte tra il 3 e il 4 aprile del 2011, così scriveva Maria Pina Ciancio, che sul suo LucaniArt Magazine aveva in più occasioni segnalato la rilevanza della poesia della lucana Labriola nel panorama letterario contemporaneo: “Quello che so con certezza rientrando da Roma, dopo 5 ore di pensieri rincorsi al finestrino, è che Gina non è raccontabile. Unica e speciale in tutto, chi ha trascorso qualche ora con a lei è stato sicuramente investito dall'empito della sua energia vitale, dal sorriso sempre pronto, dall'ironia leggera e spiazzante sulla vita, sulla morte e sul destino. È per questo che adesso non riesco a pensarla diversamente che nel suo cat-atelier (catoio-atelier [a Chiaromonte]) come lei stessa amava definirlo, alle prese con sete e pennelli tra voli di parole e polveri d'argento annodati al filo di un pensiero. Niente è mai abbastanza.”.
È sempre Maria Pina Ciancio a delineare un profilo di Gina Labriola in una lettera a lei dedicata nella stessa occasione: …All’età in cui ti ho conosciuta non amavi più tanto leggere poesia (quella contemporanea si intende). Ritenevi che si fosse perduta la grammatica e la sintassi e che talvolta le composizioni risultassero ostiche e incomprensibili. Tu eri per la semplicità e la chiarezza “che la poesia si capisca!” ripetevi. E proprio sul conto dei poeti sapevi essere parecchio dura, spietata e talvolta canzonatoria. Già, non avevi una buona opinione dei poeti, di quelli giovani soprattutto condannavi la loro bòria e la loro presunzione, degli altri i loro atteggiamenti e le loro pose innaturali, colme di narcisistica vanità. Credo che quello che definivi puro “sfogo parolaio” che potesse sostituire la psicanalisi a costo inferiore, fosse innanzitutto un’autoironia di te stessa e della poesia (in genere) per le disattenzioni e le incomprensioni che la nostra società le riservava. Non ti piaceva l’appellativo di poetessa, preferivi che ti considerassero, come tu stessa dicevi, “una cantastorie”. E avevi nelle vene il talento della cantastorie, ma l’animo, la gentilezza, la sensibilità erano del poeta e della poesia….

## Opere

### Poesia
- Istanti d'amore ibernato, Editori Laterza, Bari 1972.
- Alveare di specchi, Editori Laterza, Bari 1974.
- In uno specchio la fenice, Editori Laterza, Roma-Bari 1980.
- Fantasma con fauto, Edizioni La Madia D'Oro, L'Aquila 1983.
- (FR)  Poésie sur soi/e, Scena illustrata Editrice, Roma 1988.
- (FR)  L'exil immobile, introduzione e traduzione di Philippe Guérin, in collaborazione con l'Università di Rennes, Edizioni La Folle Avoine, Bedée-Bretagna.
- Poesie su seta, Arti Grafiche Racioppi, Chiaromonte-Potenza 2000.

### Teatro
- Istanti d'amori ibernati, Commedia in due atti con Enzo Vetrano e Stefano Randisi, Edizioni l'Oleandro, 1996.

### Narrativa
- Il diavolo nel presepe, Interlinea, Novara 1999.
- Le storie della pignatta, Il Grappolo, Salerno 2001.

### Critica e traduzioni
- Sette profili (Poeti contemporanei italiani), Ediz Franklin, Teheran, 1970.
- Nel paesaggio mentale (Antologia di poeti italiani), Gambrinus, Lille, 1987.
- Poesia francese di frontiera (nell'Antologia europea di Fabio Doplicher), STILB, Roma, 1990.
- Iran quasi un amore (Poesia persiana) Edizioni Poetica, Edisua, Salerno, 1990.
- Dal Sinni alla Senna (Saggio su Isabella Morra), Edizioni Osanna, Venosa, 1991.
- L'aube est toujours nouvelle (Traduzione di È fatto giorno di Rocco Scotellaro in collaborazione con Armand Monjo), Ed. Maison de la Poésie, Nord/pas de Calais, Beuvry 1994.
- Metaponto (Le poéte so/urcier) Saggio su Albino Pierro - Traduzione in collaborazione con Philippe Guérin, Ediz. Orphée La Difference, Parigi 199
- (FR, DE) Defense de Stationner (Divieto di sosta, Halteverbot) di Armand Monjo, En Foret, Druck, Vogel, Stamsried (Germania) 1998.